# Фурманов Олександр Мефодійович
Фу́рманов Олекса́ндр Мефо́дійович (22 листопада 1915, Київ — 7 травня 1982) — радянський офіцер, Герой Радянського Союзу.

## Біографія
Народився 22 листопада 1915 року в Києві в родині робітника. Українець. Закінчив неповну середню школу в Києві. Працював формувальником на заводі імені Артема.
У 1937 році призваний до лав Червоної Армії. Учасник радянсько-фінської війни. У боях німецько-радянської війни з червня 1941 року. Воював на Сталінградському, 1-му Білоруському, 1-му Українському і 3-му Українському фронтах. У ніч на 26 жовтня 1943 року командир відділення 2-го гвардійського понтонно-мостового батальйону 4-ї понтонно-мостової бригади 8-ї гвардійської армії гвардії старшина О. М. Фурманов при форсуванні Дніпра в районі міста Запоріжжя на понтоні доставив бійців на острів Хортицю. Брав участь у штурмі ворожих позицій, сприяючи успішним діям десантників.
Указом Президії Верховної Ради СРСР від 22 лютого 1944 року за форсування Дніпра в районі Дніпрогесу та проявлені в бою мужність, відвагу і героїзм гвардії старшині Олександру Мефодійовичу Фурманову присвоєно звання Героя Радянського Союзу з врученням ордена Леніна і медалі «Золота Зірка» (№ 2714).

Могила Олександра Фурманова

Член ВКП(б) з 1944 року. З 1955 року старший лейтенант О. М. Фурманов в запасі. Працював на Київському заводі по ремонту та виготовленню будівельних механізмів. Жив у Києві. Помер 7 травня 1982 року. Похований в Києві на Міському кладовищі «Берківцях» (ділянка № 81).

## Нагороди
Нагороджений орденом Леніна, орденом Червоного Прапора, орденом Червоної Зірки, медалями.